# Alkali Ike's Gal
Alkali Ike's Gal è un cortometraggio muto del 1913 diretto da Jess Robbins.

## Trama
Quattro corteggiatori aspettano Sophie Clutts che arriva a Snakeville con in testa il pensiero di sposarsi.

## Produzione
Il film fu prodotto dalla Essanay Film Manufacturing Company. Venne girato a Niles. Gilbert M. 'Broncho Billy' Anderson, fondatore della casa di produzione Essanay (che aveva la sua sede a Chicago), aveva individuato nella cittadina californiana di Niles il luogo ideale per trasferirvi una sede distaccata della casa madre. Niles diventò, così, il set dei numerosi western prodotti dalla Essanay.

## Distribuzione
Distribuito dalla General Film Company, il film - un cortometraggio in due bobine - uscì nelle sale cinematografiche USA il 15 agosto 1913.